# El revelde
«El revelde» es una canción del grupo musical de Argentina La Renga, perteneciente a su quinto álbum de estudio, La Renga, publicado en 1998. Es una de las canciones más exitosas del álbum y del grupo musical. Fue considerada por la revista Rolling Stone la 25° mejor canción del rock argentino en la lista de las 100 canciones más destacadas.

## Presentación
El sencillo fue presentado junto con el álbum de estudio durante una gira musical que comenzó el 10 de octubre de 1998 y terminó el 30 de diciembre de 1999. En dicha gira se realizaron 22 conciertos, dos de ellos en el Estadio Don León Kolbowsky.